# Thomas W. Evans

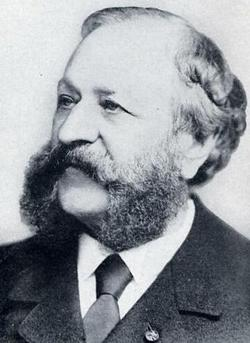
Thomas W. Evans, Fotograf unbekannt

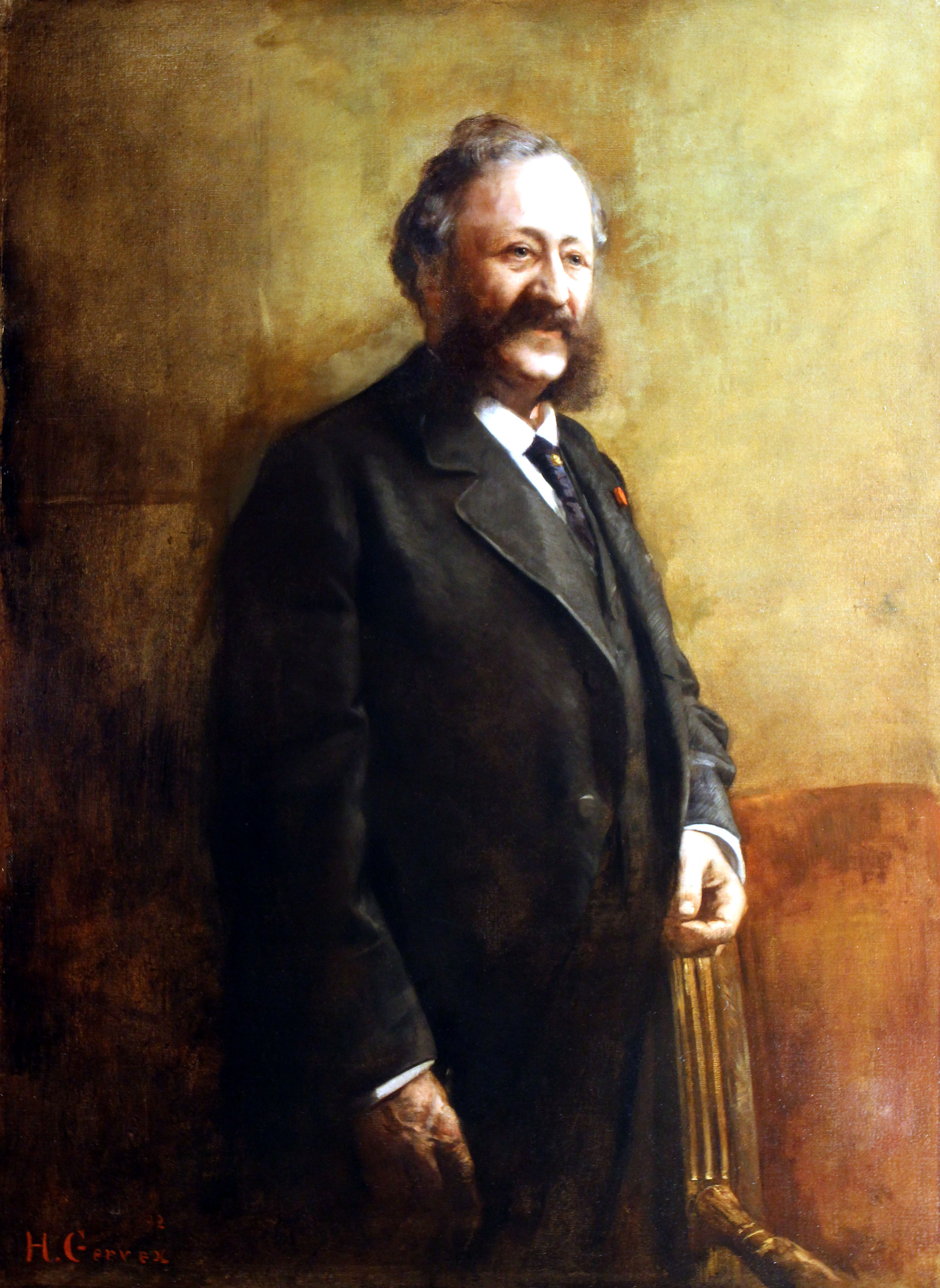
Thomas W. Evans, Gemälde von Henri Gervex

Thomas Wiltberger Evans (* 23. Dezember 1823 in Philadelphia; † 14. November 1897 in Paris) war ein amerikanischer Zahnarzt und Mäzen. Er brachte innovative Behandlungsmethoden der Zahnmedizin nach Europa und zählte das französische Kaiserhaus und mehrere Staatsoberhäupter zu seinen Patienten. Große Teile seines Vermögens stiftete er der University of Pennsylvania.

## Leben

### Familie und Ausbildung
Thomas Wiltberger Evans kam als fünftes von sechs Kindern einer Quäker-Familie aus Philadelphia zur Welt. Sein Vater war William Milnor Evans und seine Mutter Catherine Ann Wiltberger. Sein zweiter Vorname war der Geburtsname seiner Mutter. Im Alter von 14 Jahren begann er eine Ausbildung als Silberschmied. Danach arbeitete er für den Zahnarzt John De Haven White und studierte Medizin am Jefferson Medical College in Philadelphia. Nach Abschluss des Studiums praktizierte er ab 1843 für einige Zeit bei einem Zahnarzt in Baltimore und danach in einer Praxis in Lancaster (Pennsylvania). Innerhalb weniger Jahre erwarb er sich einen Ruf als Spezialist für Zahnfüllungen mit Goldfolie, für die er 1847 eine Auszeichnung des Franklin Institute erhielt.

### Erste Jahre in Paris
Im November 1847 kam Evans auf Einladung des amerikanischen Zahnarztes Christopher Starr Brewster (1799–1870) nach Paris. Brewster lebte dort seit 1833 und behandelte in seiner Praxis berühmte Patienten, zu denen Künstler und Schriftsteller wie Eugène Delacroix, George Sand, Prosper Mérimée und Honoré de Balzac ebenso gehörten wie der französische König Louis-Philippe und der russische Zar Nikolaus I. Evans, der anfangs kein Französisch sprach, wurde zunächst Teilhaber von Brewster und ließ sich 1850 als selbstständiger Zahnarzt in der Rue de la Paix nieder. Evans machte sich in Paris schnell einen Namen als Zahnarzt, der für seine meisterhaften Goldfüllungen bekannt war und neueste Behandlungsmethoden anwandte. Zu seinem Ruhm trug später die in Europa neuartige Verwendung von vulkanisiertem Kautschuk als Basis für Zahnersatz bei. Zudem nutzte er als einer der Ersten Lachgas als Narkosemittel und ein Doriotgestänge bei seinen Behandlungen. Er zählte – neben Levi Spear Burridge und Newell Sill Jenkins – zu den im 19. Jahrhundert besonders gefragten US-amerikanischen Zahnärzten in Europa.

### Vertrauter des französischen Kaiserhauses
1850 wurde Evans erstmals als Zahnarzt zu Louis-Napoleon Bonaparte gerufen, der zu dieser Zeit französischer Staatspräsident war und ab 1852 Frankreich als Kaiser Napoleon III. regierte. Er ernannte Evans im Februar 1854 rückwirkend zum Januar 1853 zum Zahnarzt des französischen Kaiserhauses. Auch Regenten anderer Höfe ließen sich von Evans behandeln. Als erster Monarch suchte Bayerns König Maximilian II. Thomas Evans als Zahnarzt auf, dem bald der König von Siam Mongkut, der schwedische König Oskar I. und weitere Regenten folgten. Die adeligen Patienten bedankten sich bei Evans teils mit kostbaren Geschenken und verliehen ihm zahlreiche Auszeichnungen. Hierzu gehörte die Mitgliedschaft in der französischen Ehrenlegion, eine Auszeichnung, die Evans am 22. Juli 1853 als erstem Amerikaner zuteilwurde.
Evans gehörte bald zum Kreis der Vertrauten von Kaiser Napoleon III. und reiste 1864 als informeller Berater des Kaisers in diplomatischer Mission in die Vereinigten Staaten. Offizieller Grund der Reise war die Beobachtung der Arbeit der Hilfsorganisation United States Sanitary Commission. Evans sollte für den französischen Kaiser zudem die Gewinnaussichten der Nordstaaten im Amerikanischen Bürgerkrieg sondieren. In den Vereinigten Staaten traf er sowohl mit Präsident Abraham Lincoln wie mit Außenminister William H. Seward zu Gesprächen zusammen. Seine Berichte an Napoleon III. über die Stärke der Nordstaaten haben möglicherweise dazu beigetragen, dass der Kaiser im Bürgerkrieg auf eine Intervention Frankreichs zugunsten der Südstaaten verzichtete.
Frühzeitig erfuhr Evans von den Plänen zur Umgestaltung von Paris durch Napoleons Stadtplaner Georges-Eugène Haussmann. Mit entsprechendem Wissen beteiligte er sich in Paris an Grundstücksspekulationen und erlangte dadurch ein erhebliches Vermögen. Dies ermöglichte ihm einen großzügigen Lebensstil, zu dem der Bau eines repräsentativen Hauses gehörte. Die für Evans und seine Frau Agnes Josephine Doyle errichtete Villa Bella Rosa befand sich in der Avenue de l’Impératrice, der heutigen Avenue Foch. Für das herrschaftliche Treppenhaus aus Marmor beauftragte Evans den Architekten Charles Garnier, der zeitgleich an der Pariser Oper baute.
Auf der Pariser Weltausstellung von 1867 gestaltete Evans einen Teilbereich der Ausstellungsfläche der Vereinigten Staaten. Er zeigte dort einen neuartigen amerikanischen Rettungswagen und stellte moderne Behandlungsmethoden für Kriegsverwundete vor, die sich im Bürgerkrieg bewährt hatten. Zu den neuesten medizinischen Erkenntnissen veröffentlichte Evans mehrere Schriften. 1868 beteiligte sich Evans an der Gründung des American Register, der ersten in Paris herausgegebenen amerikanischen Zeitung.

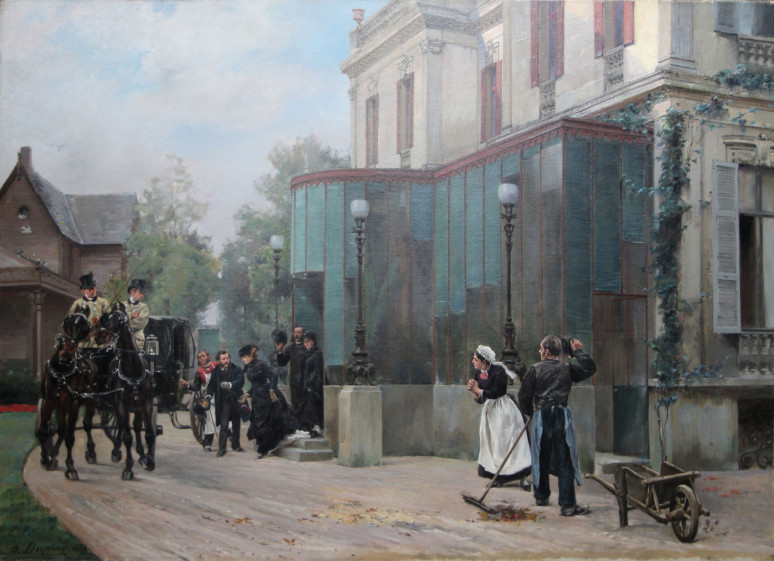
Henri-Louis Dupray: Départ incognito, 1884 – Das Gemälde zeigt die Flucht der Kaiserin Eugénie aus der Villa von Thomas Evans am 5. September 1870

Im Deutsch-Französischen Krieg kam es nach der für Frankreich verlorenen Schlacht von Sedan Anfang September 1870 zum Sturz der Monarchie. Evans verhalf der Kaiserin Eugénie de Montijo zur Flucht, indem er sie mit seiner Kutsche aus dem Palais des Tuileries zunächst in seiner Pariser Villa in Sicherheit brachte und später nach Deauville an der Kanalküste begleitete, von wo aus sie mit einem Boot ins englische Exil fuhr. Evans, der Mitglied des Internationalen Komitees vom Roten Kreuz war, finanzierte während der Belagerung von Paris einen amerikanischen Rettungswagen.
Auch mit der im Exil lebenden Kaiserfamilie behielt Evans Kontakt und besuchte nach dem Tod von Napoleon III. 1873 wiederholt die Kaiserin auf ihrem Landsitz. Als der Sohn des Kaiserpaares, Napoléon Eugène Louis Bonaparte, im Zulukrieg 1879 ums Leben kam, wurde Evans mit der Identifizierung des aus Afrika nach England verbrachten Leichnams beauftragt, da er als Zahnarzt das Gebiss des vormaligen Kronprinzen kannte. Zu den zahlreichen Geschenken des Kaiserhauses an Evans gehörte ein Armband mit Diamanten und Smaragden, das Evans Frau Agnes von der Kaiserin Eugénie erhielt. Arthur Hugenschmidt, als dessen möglicher Vater Napoleon III. gilt, wurde Evans Schüler und später Nachfolger in seiner Pariser Praxis.

### Leben in der Belle Époque
Zu seinem Heimatland behielt Evans sein Leben lang eine enge Beziehung. Sein Vermögen erlaubte ihm 1873 den Kauf eines teuren Grundstücks in New York City. Hierbei erwarb er einen kompletten Block zwischen der 89th und der 90th Street am Broadway in Manhattan. 1876 besuchte er die Weltausstellung in seiner Geburtsstadt Philadelphia. Die amerikanische Gemeinde in Paris unterstützte er finanziell beim Kauf des Grundstücks für die ab 1881 errichtete Cathédrale américaine de Paris in der Avenue d’Alma, der heutigen Avenue George-V.
1888 wurde Evans zu einer Gruppe von Ärzten gerufen, die den schwer erkrankten preußisch-deutschen Kronprinz Friedrich behandelten. Während der Kronprinz sich im norditalienischen Badeort Sanremo aufhielt, beriet Evans dort den englischen Arzt Morell Mackenzie und dessen deutschen Kollegen Fritz Gustav von Bramann. Als sich Bramann entschied, beim Kronprinzen eine Tracheotomie vorzunehmen, fertigte Evans vor Ort eine Röhre aus Silber, die dem Patienten als Atemkanüle eingesetzt wurde, um ihn vor dem Ersticken zu bewahren.
Zum Freundeskreis von Thomas Evans gehörten mehrere Künstler. Die Schauspielerin Méry Laurent wurde Evans’ Geliebte, die er mit großzügigen monatlichen Zahlungen unterstützte und der er in Paris eine Wohnung in der Rue de Rome und ein Haus am Boulevard Lannes nahe dem Bois de Boulogne zur Verfügung stellte. Über Méry Laurent hatte er Kontakt zu den Schriftstellern François Coppée und Stéphane Mallarmé und durch sie lernte er die Maler James McNeill Whistler und Édouard Manet kennen. Evans besaß in seiner Kunstsammlung zwei Gemälde Manets, darunter ein Stillleben Blumen in einer Kristallvase mit einer Widmung an Evans. 1884 versuchte sich Evans selbst als Autor und verfasste das Vorwort zur englischen Übersetzung der Memoiren von Heinrich Heine, die in London als The Memoirs of Heinrich Heine erschienen.
Evans starb 1897 in Paris. Er wurde auf dem Friedhof The Woodlands in Philadelphia an der Seite seiner Frau Agnes begraben, die wenige Monate vor ihm gestorben war. Die Lebenserinnerungen von Thomas Evans wurden 1905 von seinem Freund Edward A. Crane aus dem Nachlass veröffentlicht.

## Vermächtnis
Das hinterlassene Vermögen von Thomas Evans wurde auf etwa 25 Millionen Francs (entsprechend etwa 60 Millionen Euro 2006) geschätzt. Evans und seine Frau Agnes hatten keine Kinder. Das Verhältnis zu seinen nächsten Verwandten, insbesondere zu seinem Neffen John Henry Evans, der eine Zeit lang für ihn gearbeitet hatte, war gespannt. Daher wurden seine Verwandten im Testament nicht bedacht. Am 8. Januar 1898 meldete die Pariser Zeitung Le Figaro, dass auch die Stadt Paris, die sich Hoffnungen auf das Erbe gemacht hatte, leer ausging. Stattdessen hatte Evans verfügt, mit dem wesentlichen Teil des Vermögens in Philadelphia eine Ausbildungsstätte für Zahnärzte und ein Museum für seine Sammlungen zu errichten. Die im Testament übergangenen Verwandten führten einen mehrjährigen Erbschaftsstreit, der das Vermögen zunächst blockierte.

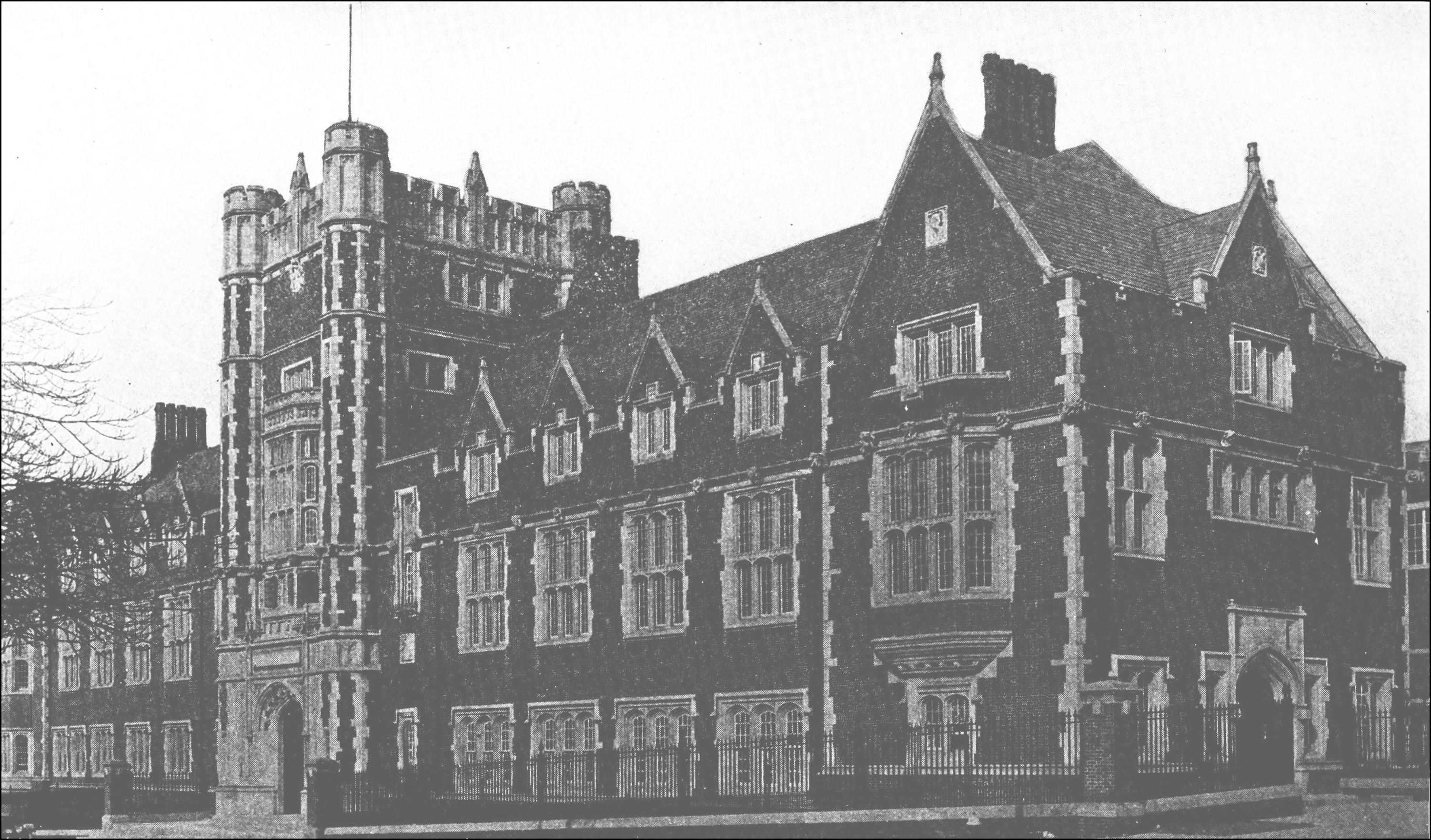
Thomas W. Evans Building der University of Pennsylvania

In der Zwischenzeit diente Evans’ Pariser Villa Bella Rosa während der Weltausstellung 1900 als Gästehaus der französischen Regierung und beherbergte Staatsoberhäupter wie den schwedischen König Oskar II. oder den Schah von Persien Mozaffar ad-Din Schah. Die Villa Bella Rosa wurde wenig später verkauft und 1907 abgerissen. 1909 wurde auch der New Yorker Grundbesitz von Evans für 1,25 Millionen US-Dollar (nach heutiger Kaufkraft etwa 38.400.000 $) verkauft. Nach den lang andauernden Erbauseinandersetzungen mit der Familie kam es schließlich 1912 zur Gründung des Thomas W. Evans Museum and Dental Institute in Philadelphia. Es gehört heute zur Dental School der University of Pennsylvania. Die Universität besaß zwar schon eine Schule für Zahnheilkunde, aber das Erbe von Thomas Evans erlaubte eine erhebliche Erweiterung der Kapazitäten. Hierzu diente der 1915 eröffnete Institutsneubau, der im neugotischen Stil als Thomas W. Evans Building auf einem von Evans gestifteten Grundstück an der Spruce Street, Ecke 40th Street errichtet wurde.
Teil der Stiftung war das Thomas W. Evans Museum, das im selben Gebäude wie das Institut für Zahnheilkunde untergebracht war. Zur Sammlung gehörten die Kunstsammlung und zahlreiche persönliche Erinnerungsstücke von Thomas Evans. Hierunter befanden sich königliche Geschenke wie Goldschmiedearbeiten, Sèvres-Porzellan oder ein Schreibsekretär im Stil von André-Charles Boulle. Hinzu kam als größtes Exponat die Kutsche, mit der Evans der Kaiserin Eugénie zur Flucht verholfen hatte. Zur Kunstsammlung gehörten Skulpturen wie eine Büste der Kaiserin Eugénie von Alfred Émilien de Nieuwerkerke und eine Porträtbüste von Evans in Marmor von Élisa Bloch. Unter den Gemälden befand sich ein Evansporträt des Malers Henri Gervex sowie Militärbilder von Henri-Louis Dupray und Gustave Neymark. Das Museum schloss 1967, um Platz für weitere Räume der Dental School zu schaffen, und die Sammlungen wurden eingelagert. 1979 kam es bei der Durchsicht der Bestände zur Entdeckung von zwei Gemälden Édouard Manets, die 1983 im Auktionshaus Christie’s zu Gunsten der Dental School versteigert wurden. Andere Teile der Kunstsammlung gehören heute zur Kunstsammlung der University of Pennsylvania. Die Arthur Ross Gallery der University of Pennsylvania zeigte 2015 in einer Sonderausstellung Teile der Sammlung von Thomas W. Evans.

## Auszeichnungen
Zu den mehr als 200 Auszeichnungen, die Evans im Zusammenhang mit seiner Tätigkeit als Zahnarzt erhielt, gehören folgende Orden und Ernennungen:
- Kommandeur der Ehrenlegion am 15. Oktober 1871
- Kommandeur des Sankt-Stanislaus-Ordens
- Russischer Orden der Heiligen Anna II. Klasse
- Osmanje-Orden
- Mecidiye-Orden
- Erlöser-Orden
- Ritterorden der hl. Mauritius und Lazarus
- Offizier des Ordens der Eichenkrone
- Ritterkreuz I. Klasse des Verdienstordens vom Heiligen Michael 1854
- Kommandeur des Ordens vom Zähringer Löwen
- Kommenturkreuz 2. Klasse des Friedrichs-Orden
- Kronenorden
- Roter Adlerorden

## Veröffentlichungen
- La commission sanitaire des États-Unis son origine, son organisation et ses résultats, avec une notice sur les hopitaux militaires aux États-Unis et sur la réforme sanitaire dans les armées Européennes. Dentu, Paris 1865.
- Essais d’hygiène et de thérapeutique militaires présentés à la commission sanitaire des Etats-Unis. Masson, Paris 1865.
- Notice sur la Commission sanitaire et sur les hôpitaux militaires des Etats-Unis. Paris 1865.
- Lettres d’un oncle à son neveu sur le gouvernement des Etats-Unis, pouvoir législatif, pouvoir exécutif, pouvoir judiciaire des états, Constitution des Etats-Unis. Dentu, Paris 1866.
- Les institutions sanitaires pendant le conflit austro-prussien-italien, suivi d’un essai sur les voitures d’ambulance et d’un catalogue de la collection sanitaire américaine de l’auteur. Masson, Paris 1867.
- De la Découverte du caoutchouc vulcanisé et de la priorité de son application à la chirurgie. et aux opérations dentaires. S. Raçon, Paris 1867.
- History of the American ambulance established in Paris during the siege of 1870-71. S. Low, London 1873.
- The memoirs of Dr. Thomas W. Evans; Recollections of the second French empire. T. F. Unwin, London 1905.